# Попов, Сергей Александрович (футболист)
Серге́й Алекса́ндрович Попо́в (укр. Сергій Олександрович Попов; род. 22 апреля 1971, Макеевка, Донецкая область) — советский и украинский футболист и тренер.
Игровое амплуа — центральный защитник. Выступал за сборную Украины.

## Биография
Родом из посёлка Гуляйполе в Запорожской области. Однако, в паспорте записана Макеевка, где он с родителями проживал до пяти лет. Затем семья переехала в Донецк, который и стал Сергею родным.
Отец Сергея играл на любительском уровне. Всю жизнь проработал шофёром. Мать была учительницей по профессии.
Воспитанник СДЮШОР «Шахтер» Донецк. Первый тренер — Пётр Пономаренко.
С 1988 — в дубле донецкого «Шахтёра». Однако тренерский штаб сказал Сергею, что пока он до уровня главной команды не дотягивает. Вскоре отец устроил его на работу в ремонтно-строительную бригаду в аэропорту, где ему разрешали отлучаться на тренировки.
В ноябре 1988 ему позвонил тренер «Новатора» Николай Головко и предложил попробовать силы в его команде. Попов согласился и сезон 1989 года провёл в Мариуполе, во 2-й союзной лиге. Однако клуб по итогам сезона «Новатор» занял последнее 27-е место в 6-й зоне лиги.
В 1990 ушёл в армию, «служил» в клубе СКА (Киев). С весны 1991 играл за клуб «Нива» (Винница). В команде забил за 24 матча 7 мячей.
В 1992 перешёл в донецкий «Шахтёр», куда его настойчиво звал Валерий Яремченко. С новой командой стал многократным обладателем Кубка Украины. Был капитаном команды.
В 1996 перешёл в санкт-петербургский «Зенит». Летом 1997, получив приглашение от Яремченко, вернулся обратно в «Шахтер».
В 2004 перешёл в «Металлург» (Запорожье), где и завершил карьеру в 2006 году.
В европейских кубках провёл 36 матчей. В чемпионате Украины провёл 267 матчей, забил 42 мяча. Выступал за национальную сборную Украины (54 игры, 5 голов).

### Тренерская карьера
Начал тренерскую карьеру в системе донецкого «Шахтёра» в 2007 году. В апреле 2008 года возглавил «Шахтёр-2».
В дальнейшем работал в харьковском «Металлисте». С 2015 по 2018 год тренировал различные юношеские сборные Украины разных возрастов. Позже входил в тренерские штабы клубов «Заря», «Ворскла» и «Металлист 1925».
В 2025 году работал в Кыргызстане: сначала с «Алгой», а затем с «Мурас Юнайтед».

## Достижения
- Чемпион Украины: 2001/02
- Серебряный призёр чемпионатов Украины (6): 1993/94, 1998/99, 1999/2000, 2000/01, 2002/03, 2003/04 годов.
- Обладатель Кубка Украины (4): 1994/95, 2000/01, 2001/02, 2003/04 годов.
- Финалист Кубка Украины 2003 года.
- Кавалер ордена «За заслуги» III степени (2011)[7]

## Семья
Жена Оксана. Имеет 2-х дочерей — старшая Екатерина и младшая Мария.